# Andrographideae
 (juin 2025).
Si vous disposez d'ouvrages ou d'articles de référence ou si vous connaissez des sites web de qualité traitant du thème abordé ici, merci de compléter l'article en donnant les références utiles à sa vérifiabilité et en les liant à la section « Notes et références ».
Tribu
Synonymes
- Andrographidinae Nees, Pl. Asiat. Rar. (Wallich) 3: 77. (1832)

Les Andrographideae sont une tribu de plantes à fleurs de la famille des Acanthaceae et de la sous-famille des Acanthoideae.
Le genre type de la tribu est Andrographis.

## Liste des genres
- Andrographis
- Graphandra
- Gymnostachyum
- Haplanthodes
- Haplanthus
- Phlogacanthus
- Sphinctacanthus

## Publication originale
- Endlicher S.L., 1836–1840. Genera plantarum secundum ordines naturales disposita. (pp I–LX, 1–1484). Vindobonae (Vienna). Page de la description : 707.